# 뉴질랜드의 국장

뉴질랜드의 국장

뉴질랜드의 국장 (1911년 ~ 1956년)

뉴질랜드의 국장은 1911년 8월 26일 조지 5세에 의해 처음 승인되었으며 현재의 국장은 1956년 엘리자베스 2세에 의해 승인되었다.
국장 가운데에는 다섯 개의 작은 공간으로 나뉜 방패가 그려져 있으며 방패 가운데에는 세로 방향으로 그려진 세 척의 선박이 그려져 있다. 방패 왼쪽 상단에는 파란색 바탕에 남십자자리가 그려져 있으며 오른쪽 상단에는 빨간색 바탕에 금색 양모가 그려져 있다.
방패 왼쪽 하단에는 빨간색 바탕에 밀 다발이 그려져 있으며 오른쪽 하단에는 엇갈린 채로 놓인 두 개의 망치가 그려져 있다. 선박은 뉴질랜드의 해상 무역의 중요성을 의미하며 양모는 축산업을, 밀 다발은 농업을, 망치는 광업과 공업을 의미한다.
방패 위쪽에는 에드워드 참회왕의 관이 장식되어 있으며 방패 왼쪽에는 뉴질랜드의 국기를 든 백인 여성이, 방패 오른쪽에는 창을 든 마오리족의 추장이 서로 마주보는 모습이 그려져 있다. 방패 아래쪽에는 두 개의 양치식물 잎이 장식되어 있으며 흰색 리본에는 "뉴질랜드"("New Zealand")라는 국명이 영어로 쓰여져 있다.
1911년 제정된 국장과는 디자인은 거의 비슷하지만 방패 부분만 제외하고 세부적으로 차이가 있다.
이전 국장에서 방패 위쪽애는 영국의 국기를 든 사자의 상반신이 그려져 있고 좌우에 선 백인 여성과 마오리족의 추장이 정면을 향하는 모습이 그려져 있다.
방패 아래쪽에는 황금당쟁이 덩굴이 장식되어 있고 빨간색 리본에는 "전진"("ONWARD")이라는 표어가 영어로 쓰여져 있다.

## 같이 보기
- 뉴질랜드의 국기